# Airy (cráter)

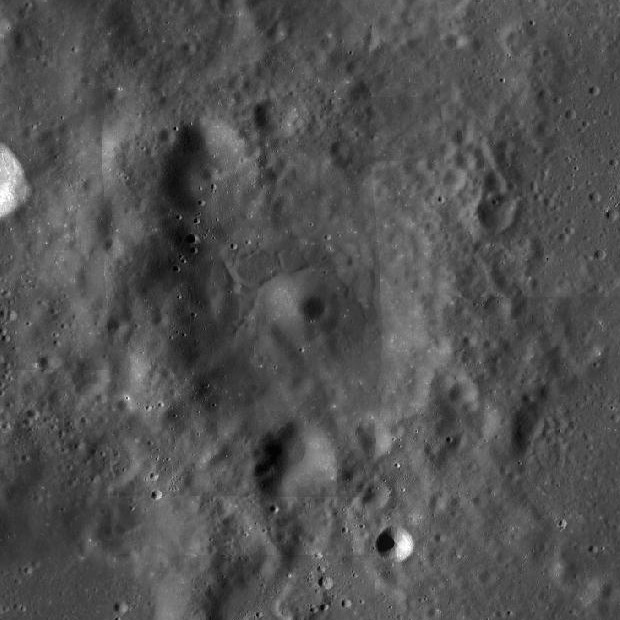
Fotografía de la misión LRO

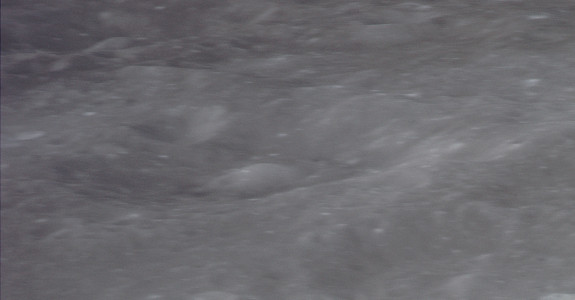
Fotografía de la misión Apolo 14

Airy es un cráter de impacto ubicado en las tierras altas del sur de la Luna. Es el elemento más meridional de una cadena de cráteres formada por Vogel, Argelander y el propio Airy. Un poco más al sur se encuentra Donati.
Airy tiene un borde gastado y algo poligonal, interrumpido en sus lados norte y sur. Posee un suelo irregular y un pico central.
Su nombre es un homenaje al astrónomo británico George Biddell Airy.

## Cráteres satélite
Por convención estos elementos son identificados en los mapas lunares poniendo la letra en el lado del punto medio del cráter que está más cercano a Airy.
|      | \| Airy \| Coordenadas \| Diámetro \| \| ---- \| ----------------------------- \| -------- \| \| A \| 17°00′S 7°42′E / -17.0, 7.7 \| 13 km \| \| B \| 17°36′S 8°30′E / -17.6, 8.5 \| 29 km \| \| C \| 19°18′S 4°54′E / -19.3, 4.9 \| 34 km \| \| D \| 18°12′S 8°30′E / -18.2, 8.5 \| 7 km \| \| E \| 20°42′S 7°36′E / -20.7, 7.6 \| 38 km \| \| F \| 18°12′S 7°18′E / -18.2, 7.3 \| 5 km \| \| G \| 18°42′S 7°00′E / -18.7, 7.0 \| 25 km \| \| H \| 18°42′S 5°48′E / -18.7, 5.8 \| 9 km \| \| J \| 19°00′S 6°06′E / -19.0, 6.1 \| 4 km \| \| L \| 20°24′S 7°30′E / -20.4, 7.5 \| 6 km \| \| M \| 19°12′S 7°36′E / -19.2, 7.6 \| 1 km \| \| N \| 17°48′S 8°12′E / -17.8, 8.2 \| 8 km \| \| O \| 16°42′S 8°18′E / -16.7, 8.3 \| 5 km \| \| P \| 15°48′S 8°24′E / -15.8, 8.4 \| 7 km \| \| R \| 19°36′S 8°48′E / -19.6, 8.8 \| 7 km \| \| S \| 17°12′S 9°24′E / -17.2, 9.4 \| 5 km \| \| T \| 19°12′S 9°24′E / -19.2, 9.4 \| 40 km \| \| V \| 17°30′S 9°12′E / -17.5, 9.2 \| 5 km \| \| X \| 18°54′S 10°12′E / -18.9, 10.2 \| 4 km \| |          |
| Airy | Coordenadas | Diámetro |
| A    | 17°00′S 7°42′E / -17.0, 7.7 | 13 km    |
| B    | 17°36′S 8°30′E / -17.6, 8.5 | 29 km    |
| C    | 19°18′S 4°54′E / -19.3, 4.9 | 34 km    |
| D    | 18°12′S 8°30′E / -18.2, 8.5 | 7 km     |
| E    | 20°42′S 7°36′E / -20.7, 7.6 | 38 km    |
| F    | 18°12′S 7°18′E / -18.2, 7.3 | 5 km     |
| G    | 18°42′S 7°00′E / -18.7, 7.0 | 25 km    |
| H    | 18°42′S 5°48′E / -18.7, 5.8 | 9 km     |
| J    | 19°00′S 6°06′E / -19.0, 6.1 | 4 km     |
| L    | 20°24′S 7°30′E / -20.4, 7.5 | 6 km     |
| M    | 19°12′S 7°36′E / -19.2, 7.6 | 1 km     |
| N    | 17°48′S 8°12′E / -17.8, 8.2 | 8 km     |
| O    | 16°42′S 8°18′E / -16.7, 8.3 | 5 km     |
| P    | 15°48′S 8°24′E / -15.8, 8.4 | 7 km     |
| R    | 19°36′S 8°48′E / -19.6, 8.8 | 7 km     |
| S    | 17°12′S 9°24′E / -17.2, 9.4 | 5 km     |
| T    | 19°12′S 9°24′E / -19.2, 9.4 | 40 km    |
| V    | 17°30′S 9°12′E / -17.5, 9.2 | 5 km     |
| X    | 18°54′S 10°12′E / -18.9, 10.2 | 4 km     |

## Referencias

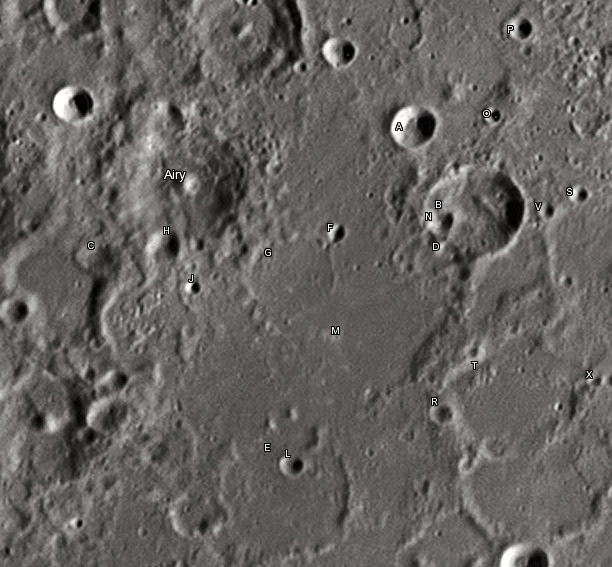
Entorno de Airy, visto desde el Observatorio Bayfordbury en la Tierra